# Lucilia papuensis
Lucilia papuensis este o specie de muște din genul Lucilia, familia Calliphoridae, descrisă de Macquart în anul 1843. Conform Catalogue of Life specia Lucilia papuensis nu are subspecii cunoscute.